# 坎伯兰高原

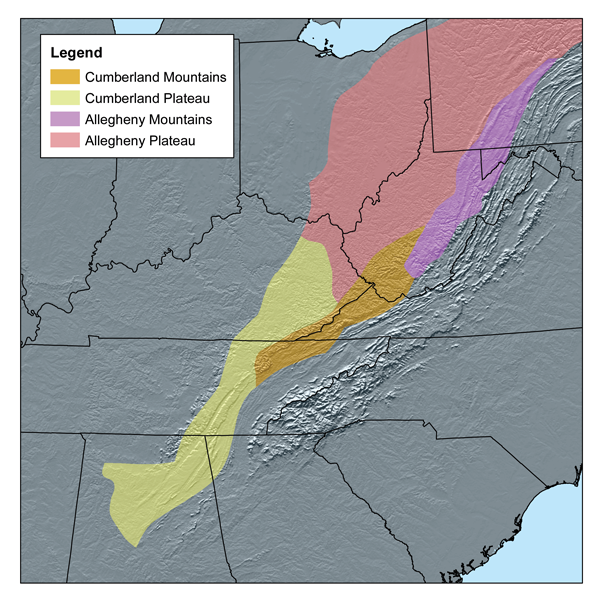
坎伯兰高原（黄色），依照Bailey生态区定义。

坎伯兰高原（英語：Cumberland Plateau）是阿巴拉契亚高原的南部，位于美国阿巴拉契亚山脉以内。它覆盖了大部分肯塔基州、田纳西州东部地区，以及北亚拉巴马州与西北喬治亞州。“阿勒格尼高原”和“坎伯兰高原”同指阿巴拉契亚山脉主脉西部的高原，二者的区别主要来自于当地的使用习惯，而非某个地貌上的区别，因此两片高原之间没有一个很清晰的分界线。两条大河分别使用了这两座高原的名字，其中阿勒格尼河自阿勒格尼高原而起，而坎伯兰河则发自位于哈倫縣的坎伯兰高原。